# Time to Ignite
Time to Ignite ist das am 30. März 2007 erschienene zweite Album der Punkrockband Itchy Poopzkid.

## Entstehung
Time To Ignite wird im Sommer 2006 aufgenommen. Das Album wird von Achim Lindermeir (u. a. H-Blockx, Die Happy) produziert und von Olaf Opal (u. a. Notwist, Sportfreunde Stiller) gemischt.
Itchy Poopzkid spielen darauf, wie schon auf dem Vorgänger Heart to Believe, eingängigen, poppigen Punkrock, der neuerdings auch mit Trompeten ergänzt wird (Try Try Try). In Rezensionen des Albums werden öfters andere Punkbands erwähnt, an die sich Itchy Poopzkid mehr oder weniger deutlich anlehnen: Donots (You Don’t Bring Me Down), Pyogenesis (Kante), Green Day (Drop the bomb), Millencolin (Personality).
Nach der Veröffentlichung am 30. März 2007 steigt das Album am 16. April 2007 auf Platz 68 der deutschen Albencharts ein, sinkt in der zweiten Woche auf Platz 84 und verlässt diese danach wieder. Die Single Silence Is Killing Me bleibt nur eine Woche auf Platz 81 in den Charts.

## Titelliste
1. Better Off Alone
2. Big Shot
3. Silence Is Killing Me
4. You Don’t Bring Me Down
5. Kante
6. And I’ll Walk Away
7. Leftrightwrong
8. Take Me Back
9. Breathing
10. The Flavor of the Night
11. Personality
12. Try Try Try
13. Drop the Bomb

## Singles
- Silence Is Killing Me
- And I’ll Walk Away (13. März 2007)
- You Don’t Bring Me Down

Zu Silence Is Killing Me, And I’ll Walk Away und You Don’t Bring Me Down wird jeweils ein Musikvideo gedreht.

## Rezensionen
„Es hat einen gewissen Charme, wie sich das Trio durch primär an Green Day geschulten, aber auch Rock’n’Roll, Garagenrock und Emo berührenden Melodypunk nölt, und es kommt ausgerechnet mit dem ruhigsten Stück ‚Leftrightwrong‘ ein herausragender Song dabei herum,[…]“

„[…]mal gut, mal weniger, aber immer bemüht knackig in Szene gesetzt, worum es bei dieser Musik zum Mitsingen ja sowieso in aller erster Linie mal geht.“